# 칼루나
칼루나(학명: Calluna vulgaris 칼루나 불가리스[*])는 진달래과의 단형 속인 칼루나속(학명: Calluna 칼루나[*])의 유일한 종이다. 여러해살이 관목이며, 양지바른 곳이나 약간 그늘진 곳의 산성 토양에서 잘 자란다. 원산지는 시베리아부터 터키와 유럽을 거쳐 북아프리카와 마카로네시아에 이르는 지역이다.